# Wirtualne call center
Wirtualne Call Center (WCC) – alternatywa dla tradycyjnego call center. Wirtualne call center wyróżnia się tym, iż nie wymaga zakupu oprogramowania i dodatkowego sprzętu. Do korzystania z wirtualnego call center wymagany jest jedynie komputer z dostępem do Internetu oraz mikrofon i słuchawki. 
Uruchomienie i obsługa odbywa się za pośrednictwem strony www (jest to aplikacja webowa), w związku z czym zarówno menedżer, jak i agenci uzyskują bardzo duży stopień swobody, m.in. agenci nie są przywiązani do stanowiska pracy, co stwarza warunki do pracy również w domu i pozwala tworzyć stanowiska pracy zdalnej (home office).
Firma uzyskuje możliwość uruchomienia w pełni funkcjonalnych stanowisk call center w dowolnej lokalizacji, bez konieczności ponoszenia wielkich nakładów inwestycyjnych na przygotowanie i wyposażenie call center. 
Wirtualne call center jest szczególnie polecane dla małych i średnich przedsiębiorstw, które dysponują kilkoma-kilkunastoma agentami.